# Assassinato de Mohamed Boudiaf
O assassinato de Mohamed Boudiaf, presidente argelino em exercício, ocorreu em 29 de junho de 1992, em Annaba, na Argélia.
Boudiaf, presidente do Conselho Superior da Argélia, foi morto por um de seus próprios guarda-costas, Lambarek Boumaarafi, apresentado oficialmente como fundamentalista islâmico e simpatizante da Frente Islâmica de Salvação (FIS), que agiu sozinho. O líder argelino levou três tiros, dois na cabeça e um nas costas, sendo assassinado em Annaba enquanto discursava em uma reunião pública em 29 de junho de 1992, que mais tarde foi transmitida em rede nacional.

## Contexto
Mohamed Boudiaf foi presidente da República por apenas cinco meses e ascendeu ao cargo após seu retorno do exílio no Marrocos para governar sob o Alto Conselho de Estado, surgido como uma alternativa constitucional na sequência do vácuo de poder que se seguiu à demissão do presidente em exercício Chadli Bendjedid e à interrupção do processo eleitoral de 1991. A Frente Islâmica de Salvação seria vitoriosa nas primeiras eleições democráticas do país desde sua independência em 1962. O presidente tinha como missão reprimir a FIS, interromper Guerra Civil Argelina e restaurar a ordem.
Boudiaf era um dos poucos veteranos da Guerra da Argélia ainda vivos na época. Depois de Krim Belkacem, assassinado em Frankfurt em 1970, e Mohamed Khider assassinado em Madri em 1967, e Mohammed Seddik Benyahia, o ministro das Relações Exteriores assassinado na fronteira Irã-Iraque quando trabalhava em uma retirada da Primeira Guerra do Golfo.

## O ataque
O ataque começou com uma explosão de granada em um lado da tribuna de onde Mohamed Boudiaf estava fazendo seu discurso, o que atraiu sua atenção e a de seus guarda-costas quando outra granada foi lançada debaixo de sua cadeira. Ambas as detonações foram, na sequência, acompanhadas por um atirador vestido com o uniforme da unidade de intervenção de elite da polícia surgindo por trás de Boudiaf e disparando sua submetralhadora nas costas do presidente. O atirador e pelo menos quarenta outras pessoas morreram ou ficaram feridas no incidente. Entre os feridos estavam o Ministro da Indústria e um alto funcionário provincial.

## Repercussões internacionais
Os preços do petróleo subiram devido a temores imediatos de que o assassinato do presidente pudesse desencadear distúrbios que afetariam a produção petrolífera, porém recuaram no final do dia. Na época, fontes acreditavam que poderia ocorrer uma interrupção de curto prazo nas exportações da Argélia, entretanto o país continuou a vender petróleo.
O Irã e movimentos fundamentalistas muçulmanos como o Hezbollah do Líbano saudaram o assassinato do líder argelino, enquanto a comunidade internacional representada pela Organização da Unidade Africana, pelos Estados Unidos, pela França e demais países ocidentais o condenaram.
Esse homicídio foi o crime político mais dramático do mundo árabe desde que o presidente egípcio Anwar Sadat foi assassinado por fundamentalistas islâmicos em 1981.